# Évariste Galois
Évariste Galois (IPA: [evaˈʁist ɡalˈwa], ur. 25 października 1811 w Bourg-la-Reine k. Paryża, zm. 31 maja 1832 w Paryżu) – francuski matematyk i działacz polityczny, student École normale supérieure w Paryżu.
Galois zasłynął jako wybitny algebraik. Przez badania wielomianów współtwórzył teorię grup, ciał i łączącą je teorię nazwaną jego nazwiskiem, a przez to szerszy program algebry abstrakcyjnej; dotykał również teorii liczb i analizy. Za życia nie został w pełni doceniony, choć współpracowali z nim niektórzy uczeni jego czasów, a część swoich osiągnięć opublikował. Kilka dekad później jego prace zbadali i wypromowali inni matematycy francuscy, zwłaszcza Joseph Liouville i Camille Jordan. Tym sposobem teoria grup i teoria Galois stały się żywymi obszarami badań, w XXI wieku dalej rozwijanymi.
Galois był również oponentem monarchii lipcowej i więźniem politycznym. Za krytykę swoich przełożonych został usunięty z uczelni; sprzeciwiał się też publicznie królowi Ludwikowi Filipowi. Był przez to dwukrotnie uwięziony, a działalność opozycyjna mogła się też przyczynić do jego tragicznej śmierci.

## Życiorys

### Pochodzenie i lata szkoły

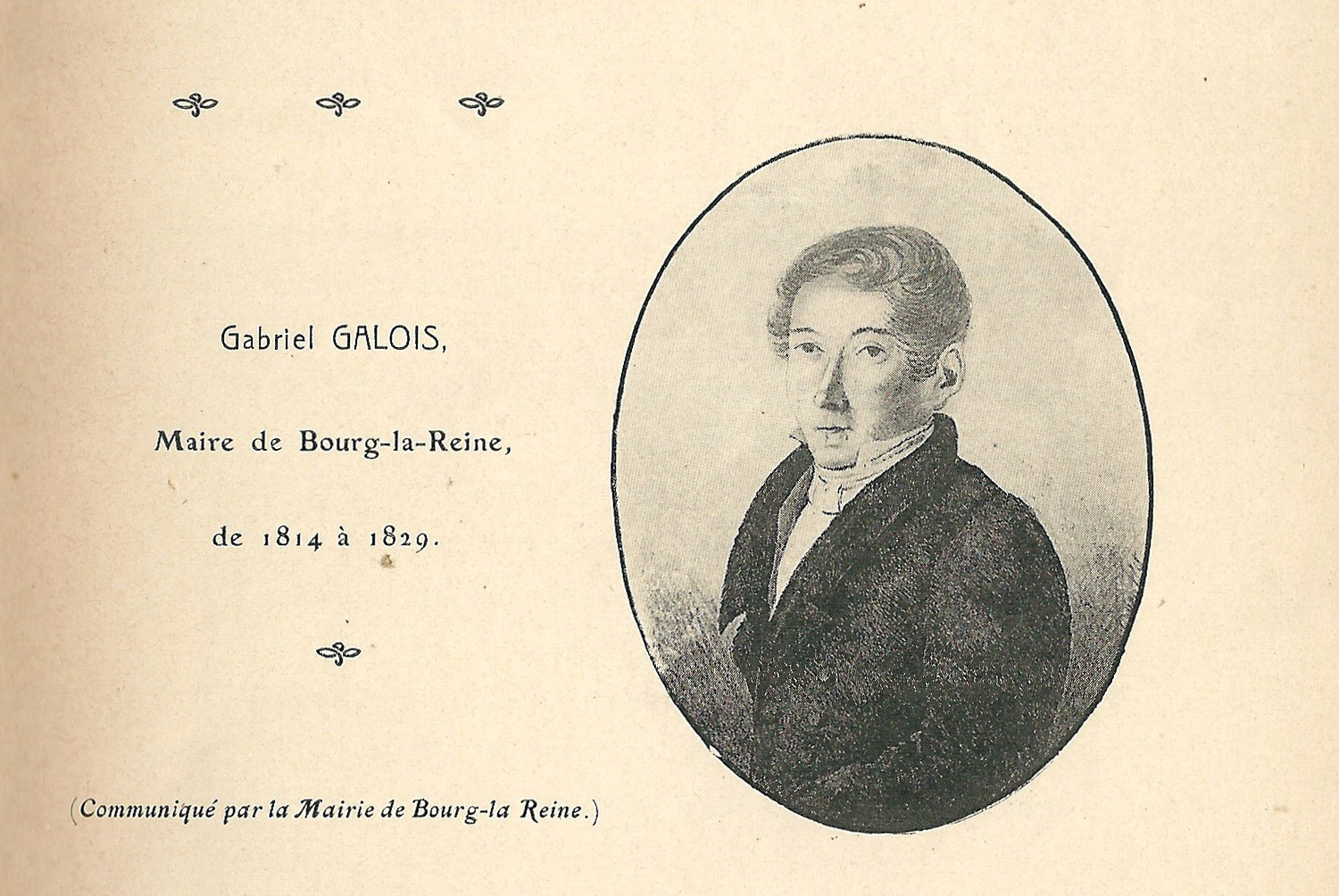
Nicolas-Gabriel Galois, mer miejscowości Bourg-la-Reine w latach 1814–1829 i ojciec Évariste’a

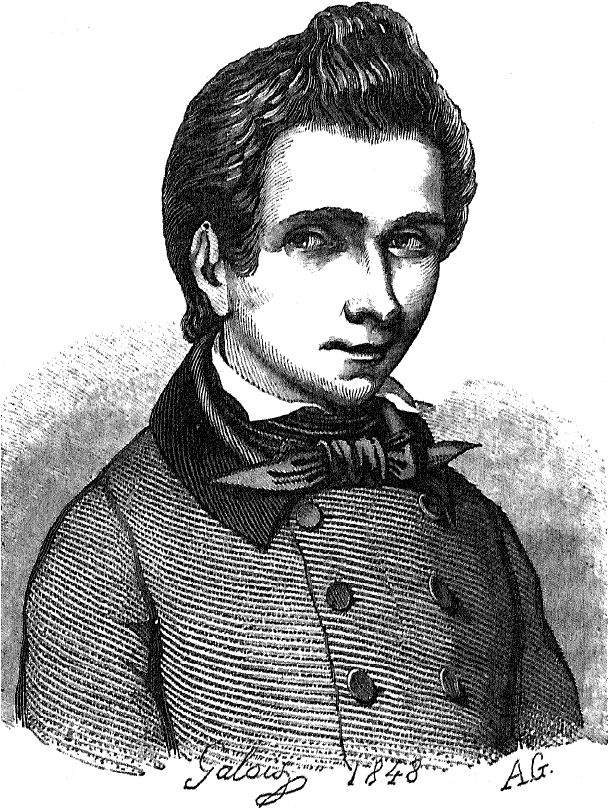
É. Galois – portret pamięciowy z 1848 roku, według wspomnień jego brata Alfreda

Évariste Galois był synem Nicolasa-Gabriela Galois (1775–1829) i jego żony Adélaide-Marie z rodziny Demante (1788–1871). Nicolas-Gabriel prowadził miejscową szkołę, a w 1815 roku został merem miejscowości Bourg-la-Reine, w związku ze stoma dniami Napoleona, którego N.G. Galois gorąco popierał. Évariste miał dwójkę rodzeństwa – starszą siostrę Nathalie Théodore oraz brata Alfreda. Cała trójka rodzeństwa była najpierw kształcona domowo przez matkę. U Évariste’a trwało to do 12. roku życia; poznał przy tym łacinę i grekę.
W 1823 roku Évariste Galois wstąpił do szkoły Collège Royal de Louis-le-Grand w Paryżu. Prowadził ją wówczas Nicolas Berthot – matematyk zatrudniony wcześniej na paryskim École Polytechnique, pedagogicznie surowy i politycznie konserwatywny, nielubiany nawet w kręgu rojalistów. Galois jeszcze jako uczeń zapoznał się z twórczością Lagrange’a i Legendre’a. Dwukrotnie nie zdał egzaminu do École Polytechnique – w 1827 i 1829, a przy drugim podejściu popadł w konflikt z egzaminatorem ustnym. Ten sam rok przyniósł kilka innych znaczących wydarzeń:
- w kwietniu opublikował w „Annales de mathématique” swój debiutancki artykuł, dotyczący ułamków łańcuchowych;
- zgłosił dwie prace do Francuskiej Akademii Nauk[4]; otrzymał je Augustin Louis Cauchy i obie przepadły z niejasnych powodów;
- młody matematyk dowiedział się o osiągnięciach Abela w dziedzinie równań wielomianowych[4];
- Évariste stracił ojca – Nicolas-Gabriel 2 lipca popełnił samobójstwo, prawdopodobnie na skutek oszczerstw ze strony przeciwników politycznych. Niektóre źródła mówią o zadzierzgnięciu, a inne o uduszeniu gazem[3];
- Galois dostał się na uczelnię École Normale Supérieure, podówczas mniej prestiżową niż École Polytechnique;
- młodzieniec zaangażował się w politykę.

### Czasy studiów i represji
W 1830 roku, już jako student ÉNS, napisał dalsze artykuły. W kwietniu opublikował trzy z nich w „Bulletin de Férussac”, we współpracy ze J.Ch.F. Sturmem. Poprawił też zgubę z poprzedniego roku, a nową rozprawę otrzymał i przechowywał J.B.J. Fourier. Niedoszły recenzent zmarł 16 maja, nie zostawiwszy żadnego komentarza, a w jego notatkach nie znaleziono śladu tej pracy Galois. W grudniu młody matematyk skrytykował swojego rektora, M. Guigniaulta, w liście do gazety „Gazette des Écoles”. Évariste został za to wydalony z uczelni; następnie dołączył do organizacji republikańskiej, zdelegalizowanej przez nowego króla Ludwika Filipa pod koniec tamtego roku.
Siméon Denis Poisson zachęcił Évariste’a, żeby po raz trzeci wysłał swoją twórczość do Francuskiej Akademii Nauk, co Galois zrobił w styczniu nowego roku 1831. 4 lutego zmarł Théodore Michel Galois – stryj Évariste’a, bliski swojemu bratankowi, zwłaszcza po śmierci jego ojca. W maju młody opozycjonista uczestniczył w zgromadzeniu, na którym wydawał się grozić królowi. Został za to aresztowany i umieszczony w więzieniu Sainte-Pélagie, ale w czerwcu został uniewinniony. W lipcu Galois aresztowano po raz drugi, w związku z publicznym noszeniem munduru jego zdelegalizowanej gwardii oraz broni (białej i palnej). Za kratami Sainte-Pélagie spędził tym razem pół roku. Otrzymał tam odpowiedź od Poissona; profesor był krytyczny – uznał wywód Galois za niezrozumiały – choć zachęcał początkującego matematyka do dalszych prac na ten temat. Młodzieniec podjął wtedy próbę samobójczą za pomocą ostrza.
W marcu 1832 roku w Paryżu wybuchła epidemia cholery, przez co Galois został przeniesiony z więzienia do szpitala Sieur Faultrier. Poznał tam Stéphanie-Felice du Motel – córkę jednego z lekarzy. Évariste zakochał się w niej; po tym, jak w kwietniu został wypuszczony ze szpitala, wymieniał z nią listy.

### Okoliczności śmierci

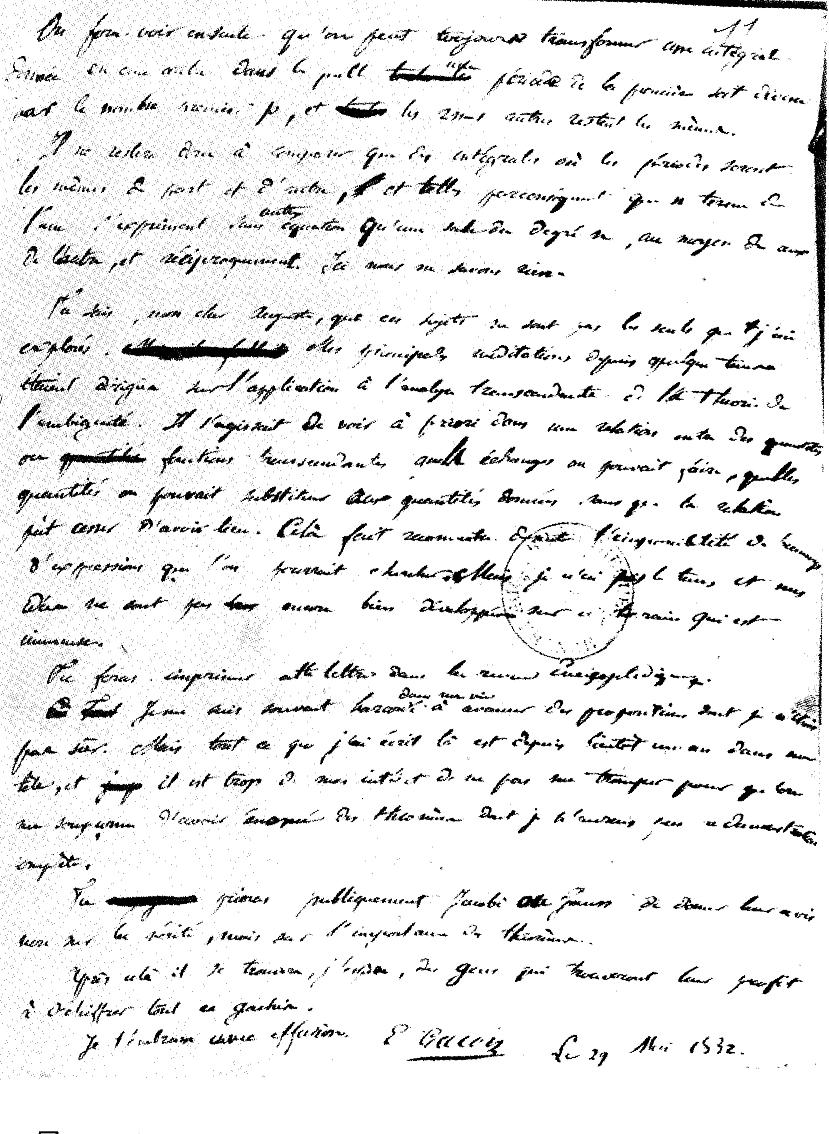
List Galois do jego przyjaciela Auguste’a Chevaliera, napisany w nocy poprzedzającej śmiertelny pojedynek

30 maja 1832 Galois oraz inny republikanin – być może Perscheux d’Herbinville – stoczyli pojedynek o niejasnych powodach; mogły być związane ze Stéphanie-Felice. Galois został w nim śmiertelnie ranny, porzucony przez świadków i znaleziony potem przez przechodzącego rolnika. Zmarł następnego dnia w szpitalu Cochin, nie ukończywszy 21 lat, i został pochowany dwa dni później (2 czerwca). Jego śmierć wywołała protesty i zamieszki trwające kilka dni. Wysuwano podejrzenia, że Galois został zamordowany za sympatie polityczne, a pojedynek jedynie upozorowano. 
Ostatniej nocy przed pojedynkiem Galois napisał list do przyjaciela. Zawarł w nim swoje najważniejsze idee i osiągnięcia matematyczne, a także wielokrotnie wspominał Stéphanie.

## Dorobek badawczy
Galois zasłużył się głównie algebrze. Badał rozwiązywalność równań wielomianowych przez pierwiastniki, idąc dalej niż poprzedzający go Paolo Ruffini i Niels Henrik Abel. Jego twierdzenie jest rozszerzeniem twierdzenia Abela-Ruffiniego, które wyklucza ogólny wzór pierwiastnikowy na miejsca zerowe wielomianu 5. stopnia. Galois podał wyczerpujące kryterium istnienia takich rozwiązań (warunek równoważny). Tym sposobem odpowiedział na pytanie postawione ponad 200 lat wcześniej. Zrobił to dzięki zbudowaniu podstaw teorii grup oraz teorii nazwanej od jego nazwiska. Jako pierwszy użył słowa „grupa” w tym kontekście i wprowadził szereg kluczowych pojęć jak grupa ilorazowa, warstwa, podgrupa normalna, grupa prosta czy grupa rozwiązalna.
Prace Galois dotyczyły też ciał skończonych – zwanych również ciałami Galois – oraz analizy, zwłaszcza funkcji eliptycznych. Jego wyniki dotyczące ułamków łańcuchowych można zaliczyć do teorii liczb.

## Wpływ i upamiętnienie

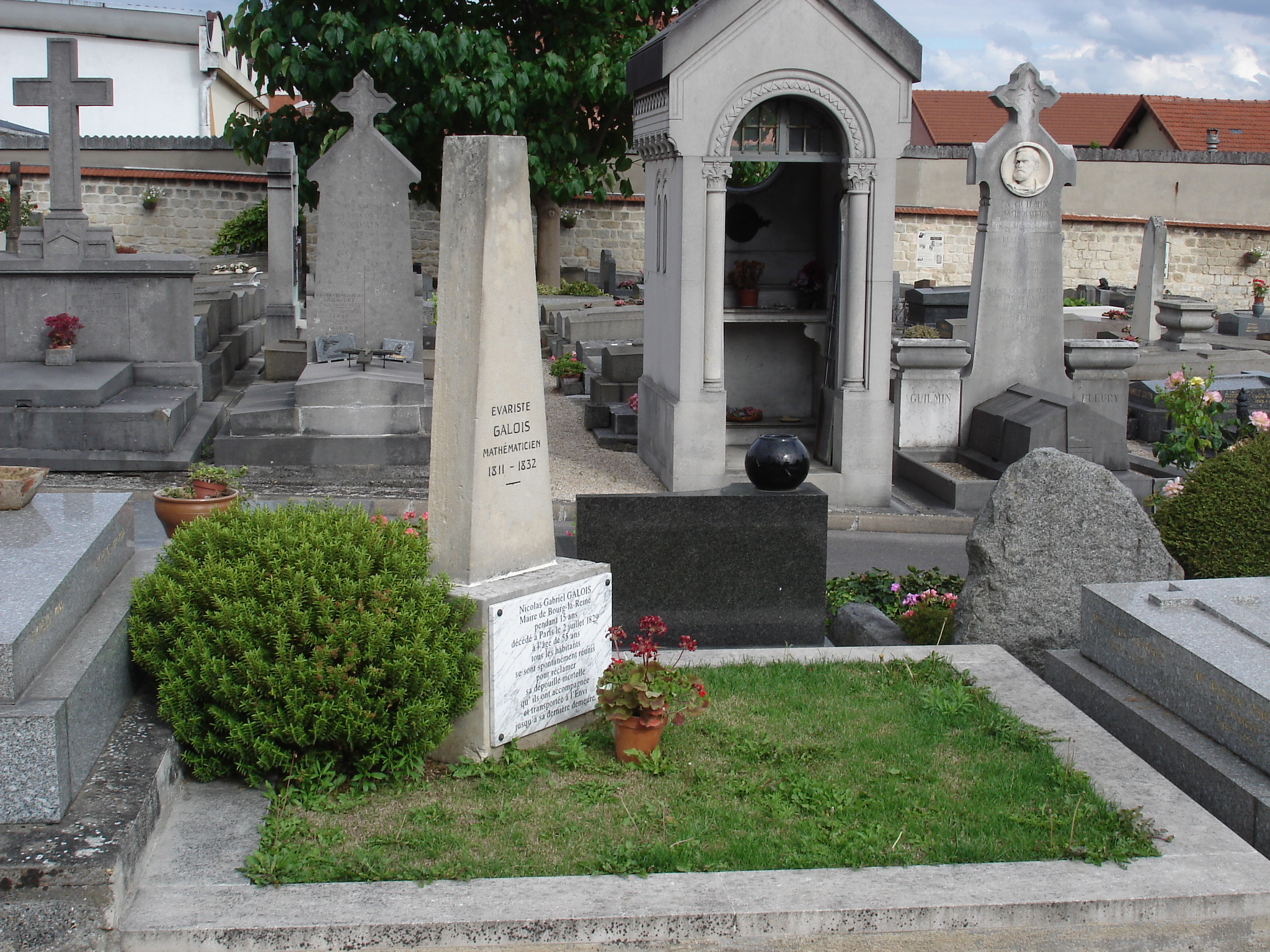
Symboliczny grób (cenotaf) É. Galois w rodzinnym Bourg-la-Reine

Zgodnie z wolą Évariste’a Galois jego brat Alfred oraz jeden z przyjaciół (Auguste Chevalier) wysłali notatki zmarłego matematyka do innych naukowców, w tym C.F. Gaussa i C.G.J. Jacobiego. Nie wywołało to żadnego udokumentowanego odzewu, choć po dekadzie Galois został doceniony przez Josepha Liouville’a. W 1843 roku Liouville ogłosił Francuskiej Akademii Nauk, że Galois poprawnie rozstrzygnął problem rozwiązalności wielomianów przez pierwiastniki. W 1846 roku w swoim czasopiśmie „Journal de Mathématiques Pures et Appliquées” Liouville opublikował notatki Galois wraz z własnym komentarzem. W 1870 roku Camille Jordan wydał monografię Traité des Substitutions, dzięki której teoria grup, w tym teoria Galois, stała się szeroko znana w środowisku matematyków. W 1897 roku w Paryżu wydano dzieła zebrane Galois z komentarzem C.F. Picarda.
W 1848 roku narodził się syn Alfreda Galois. Został nazwany Évariste, tak jak jego stryj; młodszy Évariste przeżył tylko dwa lata.
W 1950 roku Leopold Infeld opublikował powieść o życiu Évariste’a Galois, zatytułowaną Wybrańcy bogów.
W 1984 roku ukazał się francuski znaczek pocztowy przedstawiający Galois, „rewolucjonistę i geometrę”.